# گل‌کوب ته‌زرد
گل‌کوب ته‌زرد (نام علمی: Dicaeum chrysorrheum) نام یک گونه از سرده گل‌کوب‌های اصلی است.